# كيني سيباستيان
كيني سيباستيان (بالإنجليزية: Kenny Sebastian) هو يوتيوبي هندي، ولد في 1991.

## وصلات خارجية
- كيني سيباستيان على موقع IMDb (الإنجليزية)
- كيني سيباستيان على موقع قاعدة بيانات الفيلم (الإنجليزية)